# Pcap
 (octobre 2012).
 (octobre 2012).
pcap (« packet capture ») est une interface de programmation permettant de capturer un trafic réseau. Elle est implémentée sous les systèmes Linux, FreeBSD, NetBSD, OpenBSD et Mac OS X par la bibliothèque libpcap. WinPcap est le portage sous Windows de libpcap.

## Caractéristiques
Les outils de supervision réseau peuvent utiliser pcap et/ou WinPcap afin de capturer les paquets transitant sur le réseau. Les versions récentes permettent également de transmettre des paquets sur la couche de liaison. 
libpcap et WinPcap permettent aussi de sauvegarder les paquets capturés dans un fichier, et la lecture de fichiers provenant de captures précédentes. Des applications peuvent être développées utilisant libpcap ou WinPcap pour pouvoir capturer du trafic réseau, le lire, l’enregistrer et l’analyser.
libpcap et Winpcap fournissent l’outil de filtrage et de capture de paquets qu'utilisent de nombreux logiciels libres ou commerciaux d’analyse de trafic, allant des analyseurs de protocoles, moniteurs réseaux aux systèmes de détection d’intrusion, générateurs de trafic et testeurs de réseau.

## libpcap
libpcap a été initialement écrit par les développeurs de tcpdump au Laboratoire national Lawrence-Berkeley. Le code de capture bas niveau, de lecture et d'écriture de fichiers de tcpdump a été extrait et transformé en bibliothèque. libpcap est toujours développé sur le site https://www.tcpdump.org/.

## WinPcap
WinPcap est constitué :
- de pilotes pour Windows 95/98/Me et la famille Windows NT (Windows NT 4.0, Windows 2000, Windows XP, Windows Server 2003, Windows Vista, etc.) qui utilisent NDIS pour lire les paquets directement à partir de la carte réseau ;
- l'implémentation d’une bibliothèque de bas niveau pour ces systèmes d’exploitation afin de pouvoir communiquer avec ces pilotes ;
- un port de libpcap qui utilise l’interface offerte par la bibliothèque de bas niveau implémentée.

Des programmeurs de l'École polytechnique de Turin ont écrit le code original. En 2008, c’est CACE Technologies, une entreprise créée par certains programmeurs de WinPcap, qui développe et maintient le produit. WinPcap a par ailleurs été adaptée pour la plateforme Microsoft .NET.
Aujourd’hui, le développement de WinPcap semble être interrompu, bien qu’aucune annonce officielle n’ai été effectuée.
Il existe différents forks de Winpcap, le plus connu et actif étant Npcap, développé par les membres de Nmap

## Programmes utilisant libpcap/WinPcap
- GNS3, logiciel de simulation réseau utilisant de vraies images IOS Cisco
- tcpdump, outil de capture de paquets, appelé WinDump sous Windows ;
- Wireshark, outil de capture et d'analyse de protocole en mode graphique sous GNU/Linux et Windows ;
- Snort, système de détection d'intrusion ;
- Nmap, un outil de balayage de port ;
- Bro, système de détection d'intrusion ;
- Kismet, un sniffeur, et un système de détection d'intrusion pour réseau sans fil 802.11.
- dbus-monitor, outil d'analyse de bus D-Bus.